# Gran Mezquita de La Meca
La Gran Mezquita de La Meca, conocida en árabe como al-Másyid al-Haram (en árabe: اَلْمَسْجِدُ ٱلْحَرَامُ‎, lit. 'La mezquita sagrada'), es la mezquita más grande del mundo. Está situada en la ciudad de La Meca (Arabia Saudita) y su patio central contiene la Kaaba, el lugar más sagrado del islam. En la Kaaba se halla la Piedra Negra que los musulmanes tratan de tocar en el curso de las circunvalaciones durante la peregrinación (el Hach).
Es un lugar de la peregrinación que todo musulmán debe hacer al menos una vez en su vida, si puede, y es también la fase principal para la Umrah, la peregrinación mayor que puede realizarse en cualquier momento del mes. Los ritos de ambas peregrinaciones incluyen la circunvalación de la Kaaba dentro de la mezquita. La Gran Mezquita de La Meca también incluye otros lugares de gran importancia, como el Pozo de Zamzam, Maqam Ibrahim y las colinas de Safa y Marwa.
Desde agosto de 2020, la Gran Mezquita es la mezquita más grande del mundo, así como la octava edificación más extensa del mundo. La Gran Mezquita ha sido objeto de importantes renovaciones y ampliaciones a lo largo de los años y ha estado bajo el control de diferentes califas, sultanes y reyes; en la actualidad está bajo el control del rey de Arabia Saudita, quien recibe el título de Custodio de las Sagradas Mezquitas.

## Historia

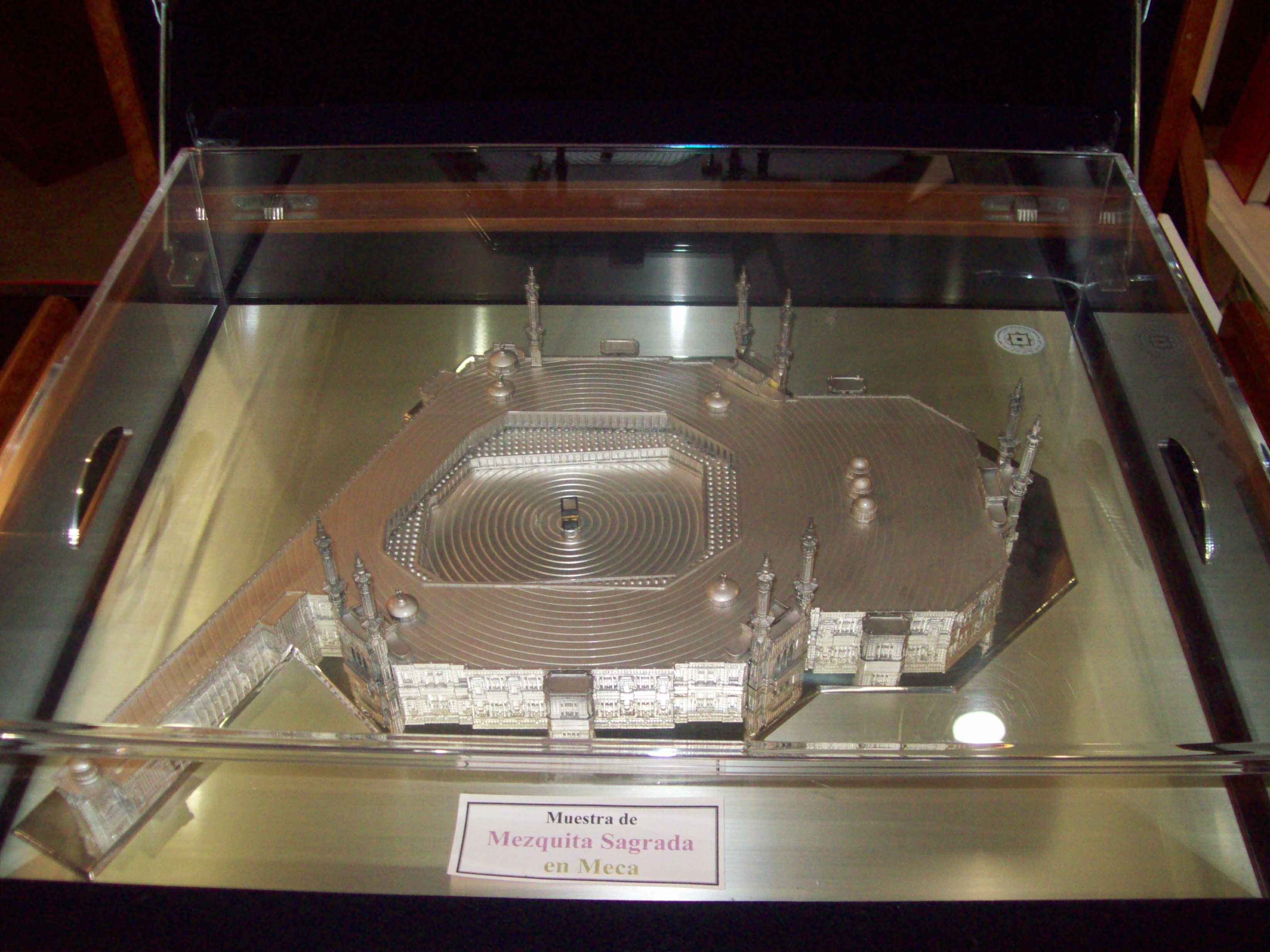
Reproducción a escala de la Mezquita.

La mezquita ha evolucionado mucho a lo largo de los tiempos, ya que los distintos regímenes musulmanes le han concedido siempre gran importancia, pero aún está muy poco estudiada, puesto que parece haber tenido escaso impacto en la arquitectura islámica. Su estado actual data en su mayor parte del periodo otomano.
La Gran Mezquita compite con la Mezquita de los Compañeros en la ciudad de Massawa en Eritrea y la Mezquita de Quba en Medina como la mezquita más antigua. Según la tradición islámica, el islam como religión precede a Mahoma, representando a profetas anteriores como Abraham.
Según la mitología islámica, Al-Haram ash-Sharif fue construida por ángeles antes de la creación de la humanidad por orden de Alá para ser reflejo en la tierra de Al-Baytu l-Maˤmur (árabe: البيت المعمور), el lugar de culto de los ángeles que se cree está directamente encima de la Kaaba en el cielo. La Kaaba fue construida por ángeles, y más adelante por Adán, el primer hombre, que la reconstruyó. Abraham fue el último ser humano que reconstruyó la Kaaba con ayuda de su hijo Ismael y por consiguiente de su santuario, que según la visión musulmana se considera la primera mezquita. La piedra negra originaria del paraíso está situada en el cuarto rincón de la Kaaba. Esta piedra fue entregada a Adán al ser expulsado del paraíso para obtener el perdón de sus pecados.  Según otros estudiosos, el islam comenzó durante la vida de Mahoma en el siglo VII d. C.,  y también lo hicieron componentes arquitectónicos como la mezquita. En ese caso, o bien la mezquita de los Compañeros o Mezquita de Quba sería la primera mezquita que se construyó en la historia del Islam.

### Era de Abraham e Ismael
Según la doctrina islámica recogida en el Corán, Abraham junto con su hijo Ismael levantaron los cimientos de una casa, que ha sido identificada por los comentaristas como la Kaaba. Dios mostró a Abraham el lugar exacto que había sido construido previamente por Adam, muy cerca de lo que hoy es el Pozo de Zamzam, donde Abraham e Ismael comenzaron a trabajar en la construcción de la Kaaba. Después de que Abraham hubiera construido la Kaaba, un ángel le trajo la Piedra Negra, una piedra celeste que, según la tradición, había caído del Cielo en la cercana colina Abu Qubays. Los eruditos islámicos creen que la Piedra Negra es el único vestigio de la estructura original hecha por Abraham.
Tras colocar la Piedra Negra en la esquina oriental de la Kaaba, Abraham recibió una revelación, en la que Dios le decía al anciano profeta que ahora debía ir y proclamar la peregrinación a la humanidad, para que los hombres vinieran tanto de Arabia como de tierras lejanas, en camello y a pie.

### Era de Mahoma
Al verse rechazado en sus pretensiones de entrar en la ciudad para cumplimentar su peregrinación en 628, Mahoma consigue efectuar el rito de la circunvalación el año siguiente, con motivo de una tregua. Tras el victorioso regreso de Mahoma a La Meca en 630 d. C., rompió los ídolos de la Kaaba y sus alrededores, algo similar a lo que, según el Corán, hizo Abraham en su tierra natal. En ese mismo año la quibla, la dirección de la oración se fija definitivamente, y pasa de Jerusalén a la Kaaba. Así terminó el uso politeísta de la Kaaba, y comenzó el dominio monoteísta sobre ella y su santuario.

### Época omeya
La primera ampliación de la Mezquita fue llevada a cabo en la época islámica bajo el reinado del Califa Ómar ibn al-Jattab. El califa omeya Al-Walid ben Abd el-Málek hizo anexionar una parte de terreno a la superficie de la Mezquita, renovó el edificio y levantó arcos decorados con mosaicos sobre columnas de mármol originarias de Egipto y Siria.
La primera gran renovación de la mezquita tuvo lugar en 692 por orden de Abd al-Malik ibn Marwan. Antes de esta renovación, que incluyó el levantamiento de los muros exteriores de la mezquita y la decoración del techo, la mezquita era un pequeño espacio abierto con la Kaaba en el centro. A finales del siglo VIII, las antiguas columnas de madera de la mezquita se habían sustituido por columnas de mármol y las alas de la sala de oración se habían ampliado a ambos lados, además de añadirse un alminar por orden de Al-Walid I. La expansión del Islam en Oriente Próximo y la afluencia de peregrinos requirieron una reconstrucción casi completa del lugar que incluyó la adición de más mármol y tres minaretes más.[cita requerida]
El califa abbasí Abu Yá'far al-Mansur dio orden de que se añadiera una vasta superficie a la Mezquita de Al-Haram y ordenó construir un pasillo circular. Posteriormente, el Califa Al-Mahdî compró, con motivo de su peregrinación en 776, las casas situadas entre la Mezquita de Al-Haram y la Masa'a, casas que se destruyeron para unir su terreno al de la Mezquita. Esto amplió su superficie hasta los 120 000 codos cuadrados. En tiempos del Califa abasí Al-Mu'tádid bi-L-lah y su sucesor el Califa Al-Muqtádir bi-L-lah, la superficie de la mezquita alcanza su apogeo en 306 de la Hégira (918) para permanecer sin cambios hasta la época saudí. No se realizó ninguna ampliación durante los reinados de los Fatimíes, Ayubíes, Mamelucos y Otomanos en la Mezquita de Al-Haram y los trabajos se limitaron a la restauración y reparación.

### Época otomana
En 1570, el sultán Selim II encargó al arquitecto jefe Mimar Sinan la renovación de la mezquita. Como resultado de esta renovación, se sustituyó el tejado plano por cúpulas decoradas con caligrafía en el interior y se colocaron nuevas columnas de soporte, reconocidas como los primeros elementos arquitectónicos de la mezquita actual. Estos elementos son las partes más antiguas que se conservan del edificio.
Durante las fuertes lluvias e inundaciones repentinas de 1621 y 1629, los muros de la Kaaba y la mezquita sufrieron grandes daños. En 1629, durante el reinado del sultán Murad IV, se renovó la mezquita: se añadió una nueva arcada de piedra, se construyeron tres minaretes más (con lo que el total ascendió a siete) y se volvió a alicatar el suelo de mármol. Este fue el estado inalterado de la mezquita durante casi tres siglos.

### La época saudí

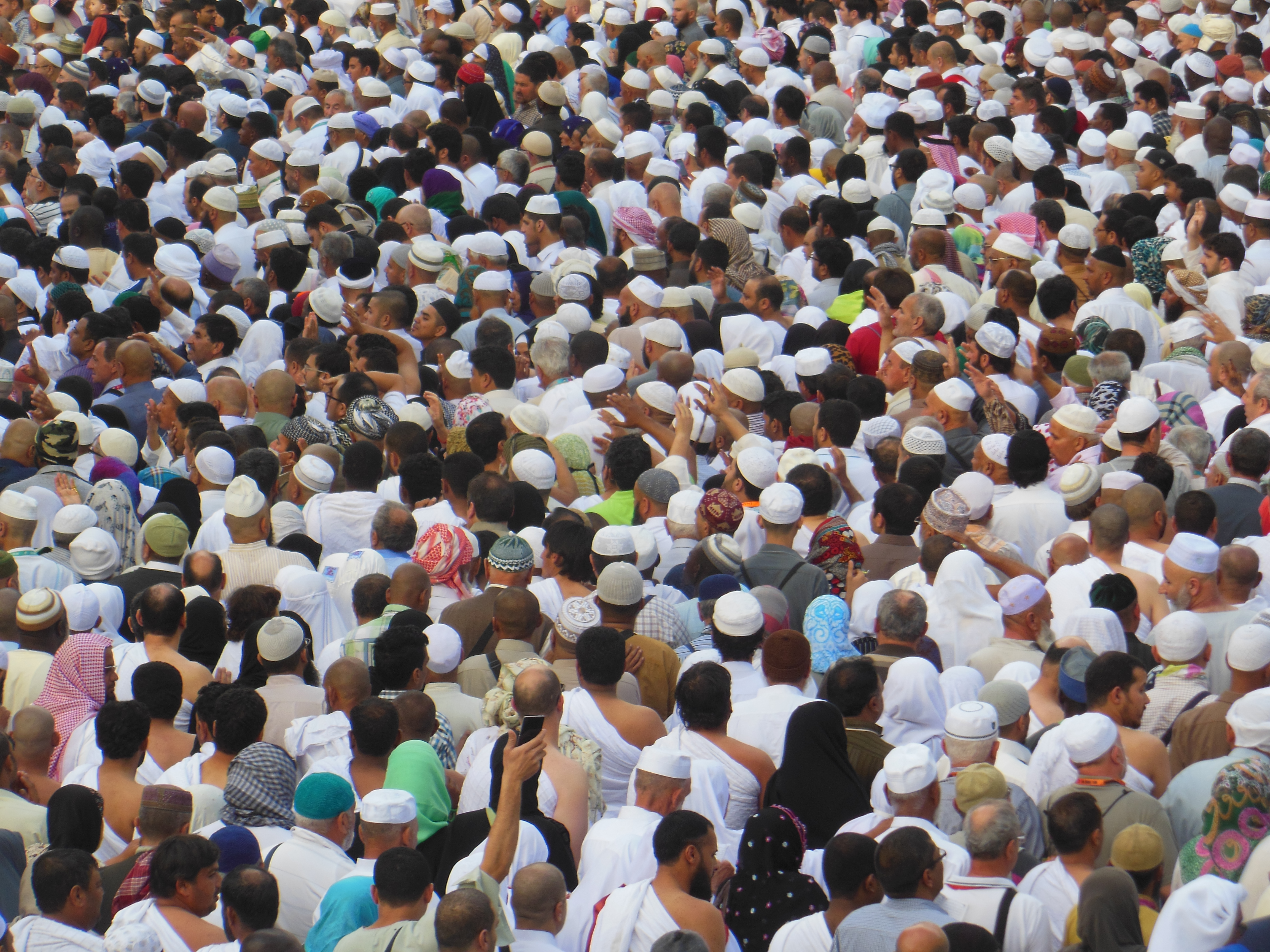
Enormes multitudes descontroladas en Haram han provocado estampidas causando asfixia y muertes.

#### Primera ampliación saudí
El rey Saúd ben Abdelaziz Al Saúd propuso en 1955 un importantísimo programa de ampliación y reconstrucción de la Mezquita de Al-Haram, así como la restauración de la Santa Kaaba. A principios de los años 1960, la superficie total de la Mezquita alcanzaba así casi los 200 000 m² (anteriormente sólo tenía 30 000 m²) y podía acoger de modo simultáneo a 400 000 fieles. El Rey Fahd ben Abdeaziz Al Saúd prosiguió con nuevos trabajos de ampliación que llevaron la superficie total de la Mezquita sagrada a más de 320 000 m², lo que le da una capacidad de acogida de más de un millón de fieles.
Esta gran renovación se realizó entre 1955 y 1973. En esta renovación se añadieron cuatro minaretes más, se remodeló el techo y se sustituyó el suelo por piedra artificial y mármol. La galería Mas'a (As-Safa y Al-Marwah) se incluyó en la mezquita, mediante techado y cerramientos. Durante esta renovación, muchos de los elementos históricos construidos por los otomanos, en particular las columnas de soporte, fueron demolidos.
El 20 de noviembre de 1979, la Gran Mezquita fue tomada por insurgentes extremistas que pedían el derrocamiento de la dinastía saudí. Tomaron rehenes y en el asedio subsiguiente murieron cientos de personas. Estos sucesos conmocionaron al mundo islámico, ya que la violencia está estrictamente prohibida dentro de la mezquita.

#### Segunda ampliación saudí
La segunda ampliación saudí bajo el mandato del rey Fahd, añadió a la mezquita un ala nueva y una zona de oración al aire libre. A la nueva ala, destinada también a la oración, se accede a través de la Puerta del Rey Fahd. Esta ampliación se realizó entre 1982 y 1988.
Entre 1987 y 2005 se construyeron más minaretes, se erigió una residencia del rey con vistas a la mezquita y se amplió la zona de oración dentro y alrededor de la propia mezquita. Estas ampliaciones tuvieron lugar simultáneamente con las del Arafat, Mina y Muzdalifah. Esta ampliación también añadió 18 puertas más, tres cúpulas correspondientes en posición a cada puerta y la instalación de casi 500 columnas de mármol. Otras novedades modernas añadieron suelos con calefacción, aire acondicionado, escaleras mecánicas y un sistema de drenaje.

#### Tercera expansión saudí
En 2008, el gobierno saudí bajo el rey Abdalá bin Abdulaziz anunció una ampliación de la mezquita, que supuso la expropiación de terrenos al norte y noroeste de la mezquita que abarcaban 300 metros cuadrados (358,8 yd²). En aquel momento, la mezquita ocupaba una superficie de 356,8 metros cuadrados (426,7 yd²), incluidos los espacios de oración interiores y exteriores. Se destinaron 40.000 millones de riyales (10.600 millones de dólares) al proyecto de ampliación.
En agosto de 2011, el gobierno del Rey Abdullah anunció más detalles de la ampliación. Abarcaría una superficie de 400 000 metros cuadrados (4 305 566 ft²) y daría cabida a 1,2 millones de fieles, e incluiría una ampliación de varios niveles en el lado norte del complejo, nuevas escaleras y túneles, una puerta con el nombre del rey Abdullah y dos minaretes, con lo que el número total de minaretes ascendería a once. Las zonas de circunvalación (Mataf) alrededor de la Kaaba se ampliarían y todos los espacios cerrados recibirían aire acondicionado. Una vez terminada, la capacidad de la mezquita pasaría de 770.000 a más de 2,5 millones de fieles. Su sucesor, el rey Salmán puso en marcha en julio de 2015 cinco megaproyectos como parte del proyecto global de expansión del rey Abdullah, que abarcan una superficie de 456 000 m². El proyecto fue llevado a cabo por el Saudi Binladin Group. En 2012, se completó el complejo Abraj Al Bait junto con la Torre del Reloj Real de La Meca, de 601 metros de altura. 
El 11 de septiembre de 2015, al menos 111 personas murieron y 394 resultaron heridas cuando una grúa se desplomó sobre la mezquita. Los trabajos de construcción se suspendieron tras el incidente, y permanecieron en suspenso debido a problemas financieros durante la crisis del petróleo de la década de 2010. Finalmente, las obras se reanudaron dos años después, en septiembre de 2017.
El 5 de marzo de 2020, durante la pandemia de COVID-19, la mezquita comenzó a cerrarse por la noche y se suspendió la peregrinación Umrah para limitar la asistencia. La reanudación del servicio de la Umrah comenzó el 4 de octubre de 2020 con la primera fase gradual que se limitó a los ciudadanos saudíes y expatriados del Reino en un porcentaje del 30%. Solo 10.000 personas recibieron visados para el Hach en 2020, mientras que 60.000 lo hicieron en 2021.
En la actualidad junto a la mezquita se encuentran las Torres Abraj Al Bait, el edificio más alto en Arabia Saudita y uno de los edificios más altos del mundo, con 595 metros de altura.

## Arquitectura
La mezquita se extiende a dos niveles a los que se añade una inmensa terraza, un subsuelo y explanadas alrededor de la mezquita, que acoge durante el periodo del hach unos dos millones de fieles, lo que la convierte en la mayor mezquita del mundo.

### Elementos
- La Kaaba es un edificio en forma de cuboide en el centro de la Gran Mezquita y uno de los lugares más sagrados del Islam.[42] Es el punto focal de los rituales islámicos como la oración y la peregrinación.[42][43][44]
- La Piedra Negra es la piedra angular oriental de la Kaaba y juega un papel central en la peregrinación (hach y umrah).[45][46]
- La Estación de Abraham (Maqam Ibrahim) es una roca de la que se afirma tiene una huella del pie de Abraham y que se guarda en una cúpula de cristal junto a la Kaaba.[47]
- Safa y Marwah son dos colinas entre las cuales se dice que corrió la esposa de Abraham, Agar, en busca de agua para su hijo Ismael, un evento que se conmemora en el ritual de la peregrinación llamado saʿy.
- El pozo de Zamzam es la fuente de agua de la cual, según la tradición, brotó milagrosamente agua después de que Agar no pudo encontrar ninguna entre las colinas de Safa y Marwah.

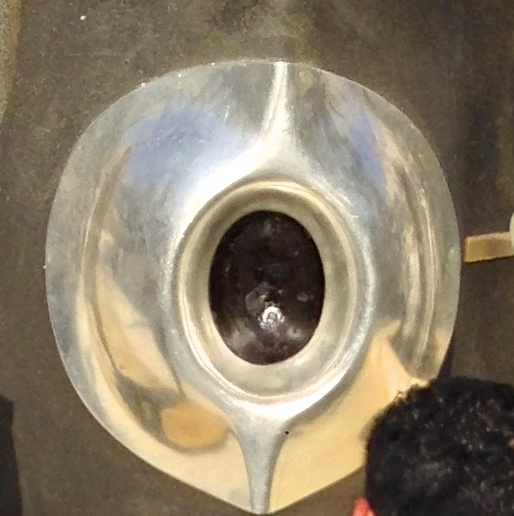
La Piedra Negra
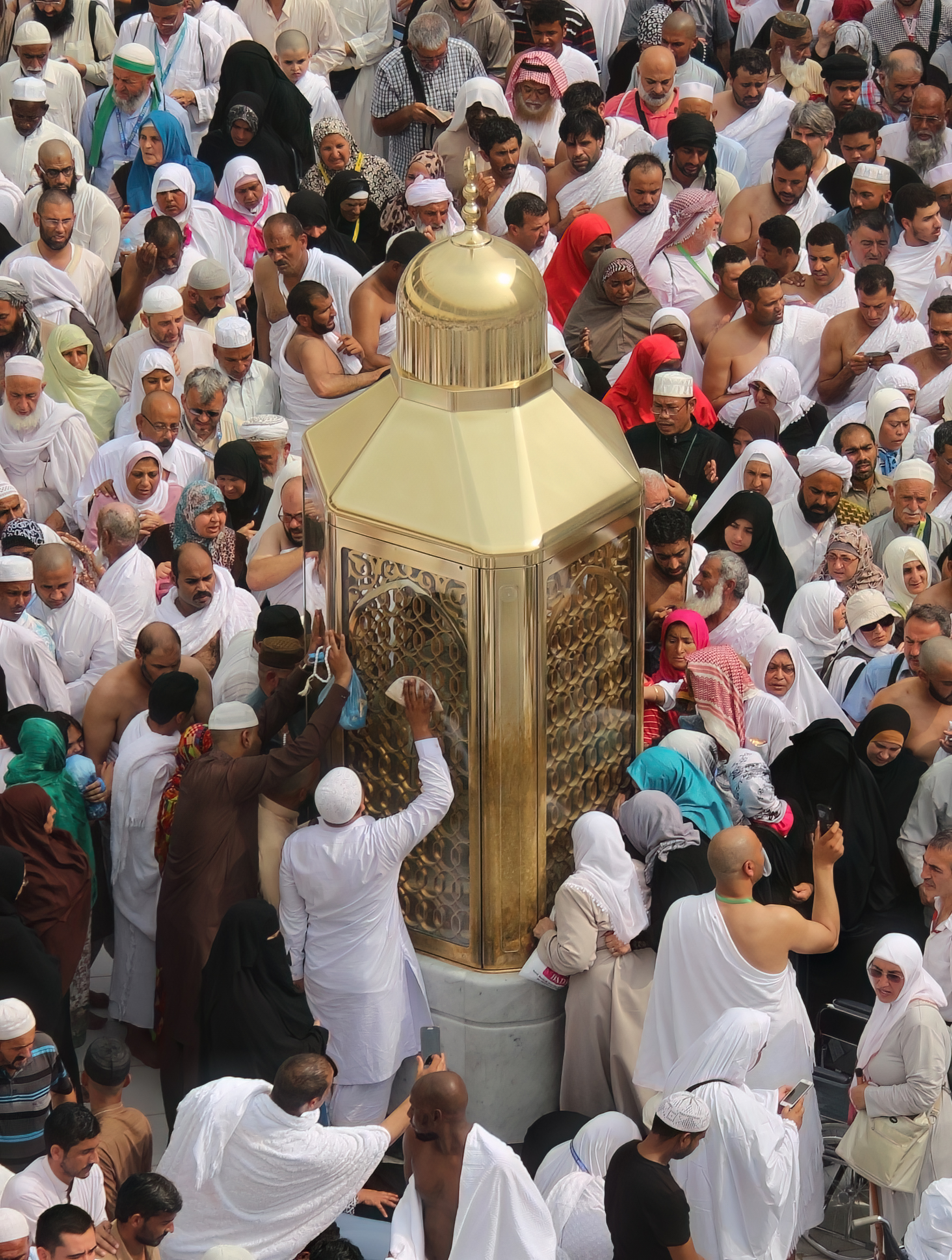
El domo de cristal de la Estación de Abraham
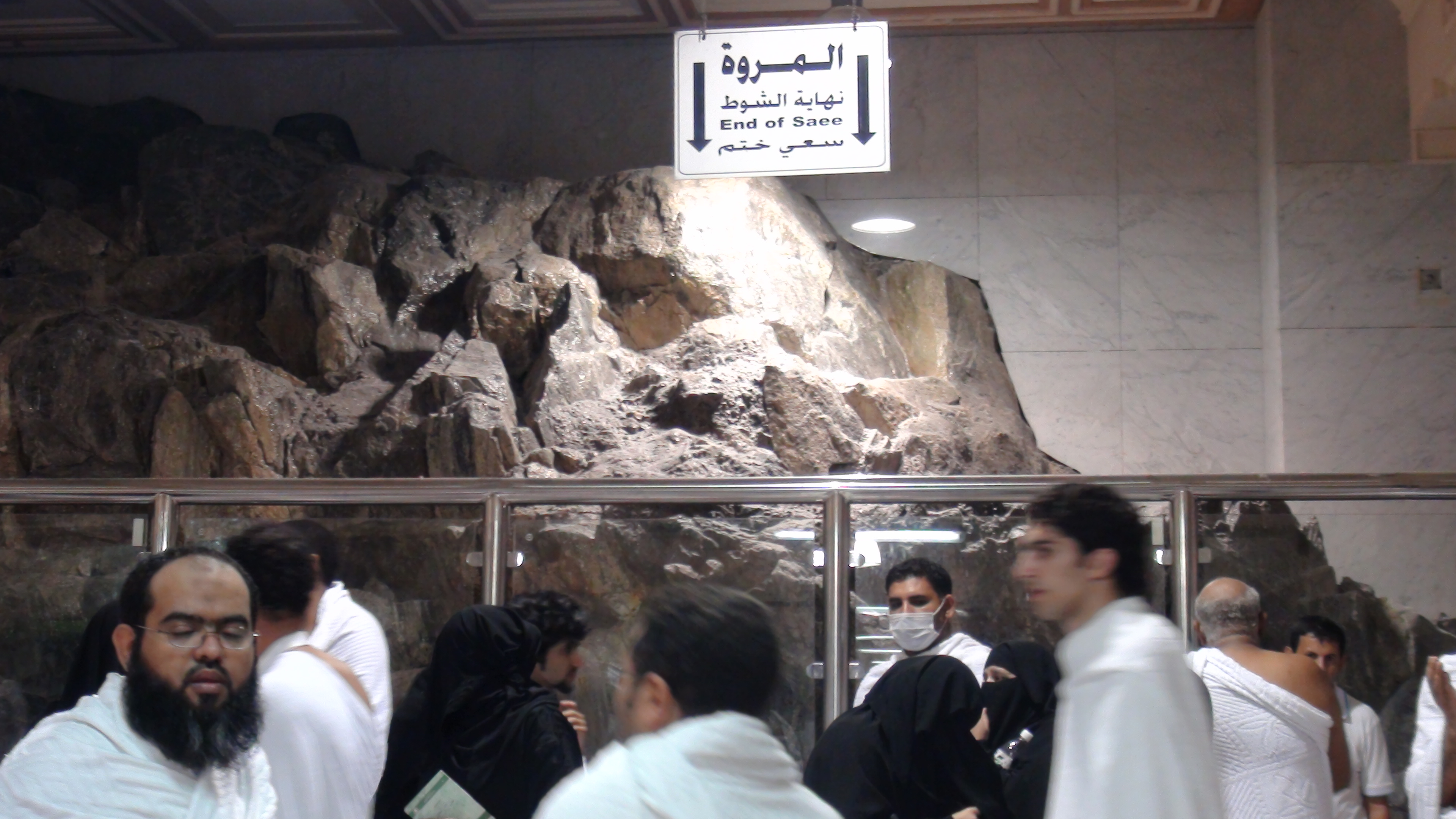
El monte Marwah dentro de la mezquita
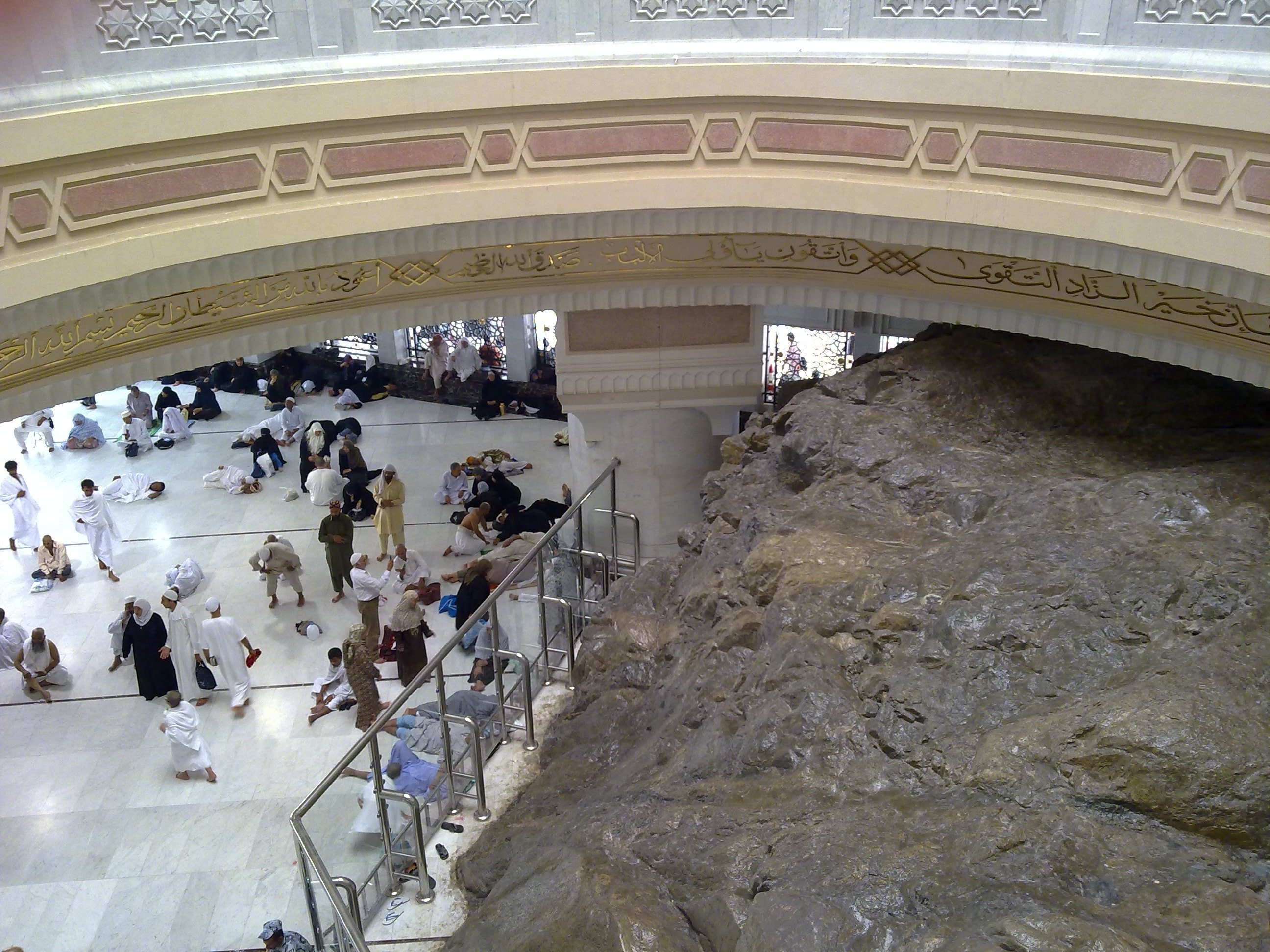
El monte Safa
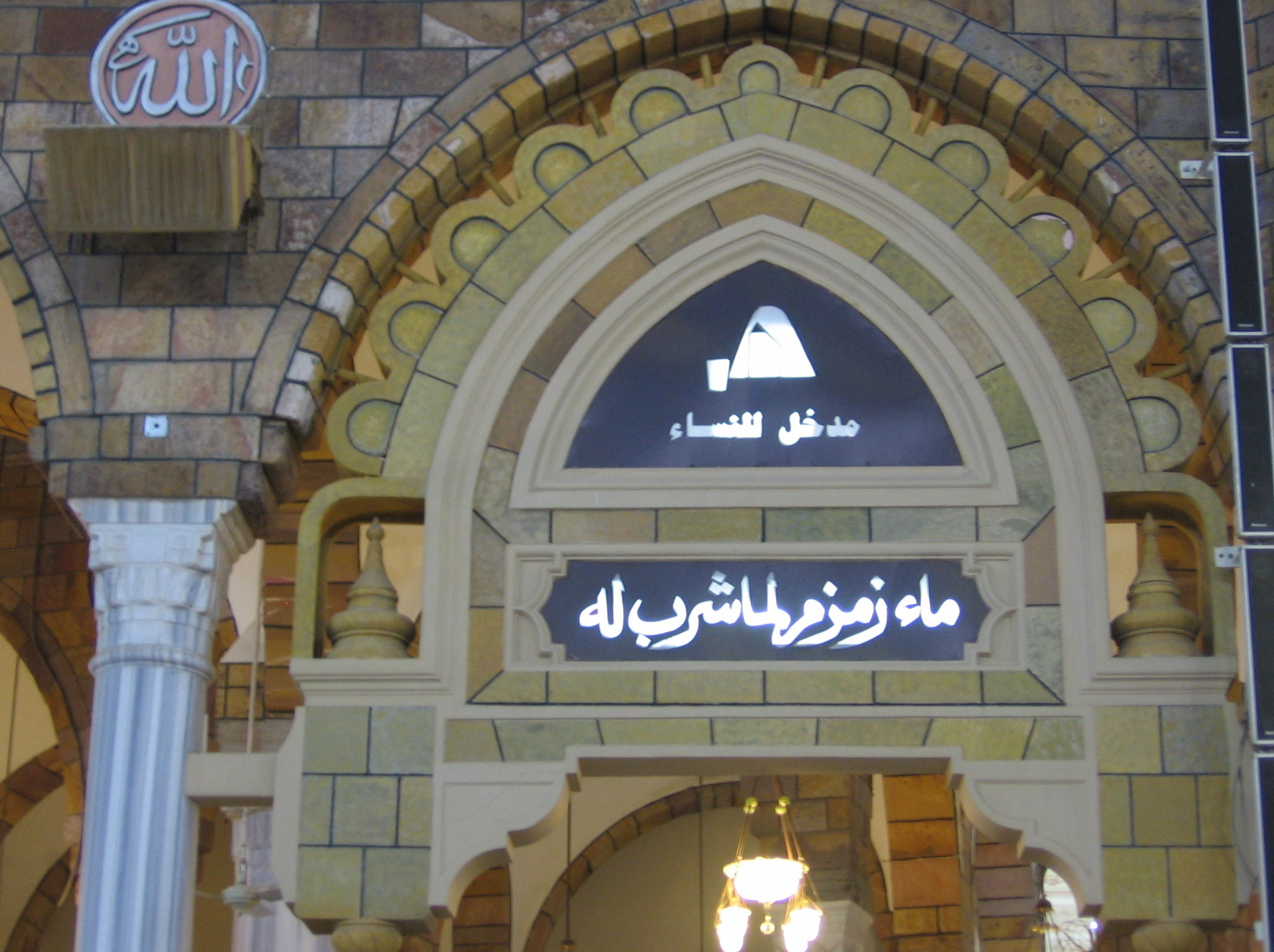
El pozo de Zamzam localizado bajo el suelo (la entrada está cubierta ahora)

## La Kaaba

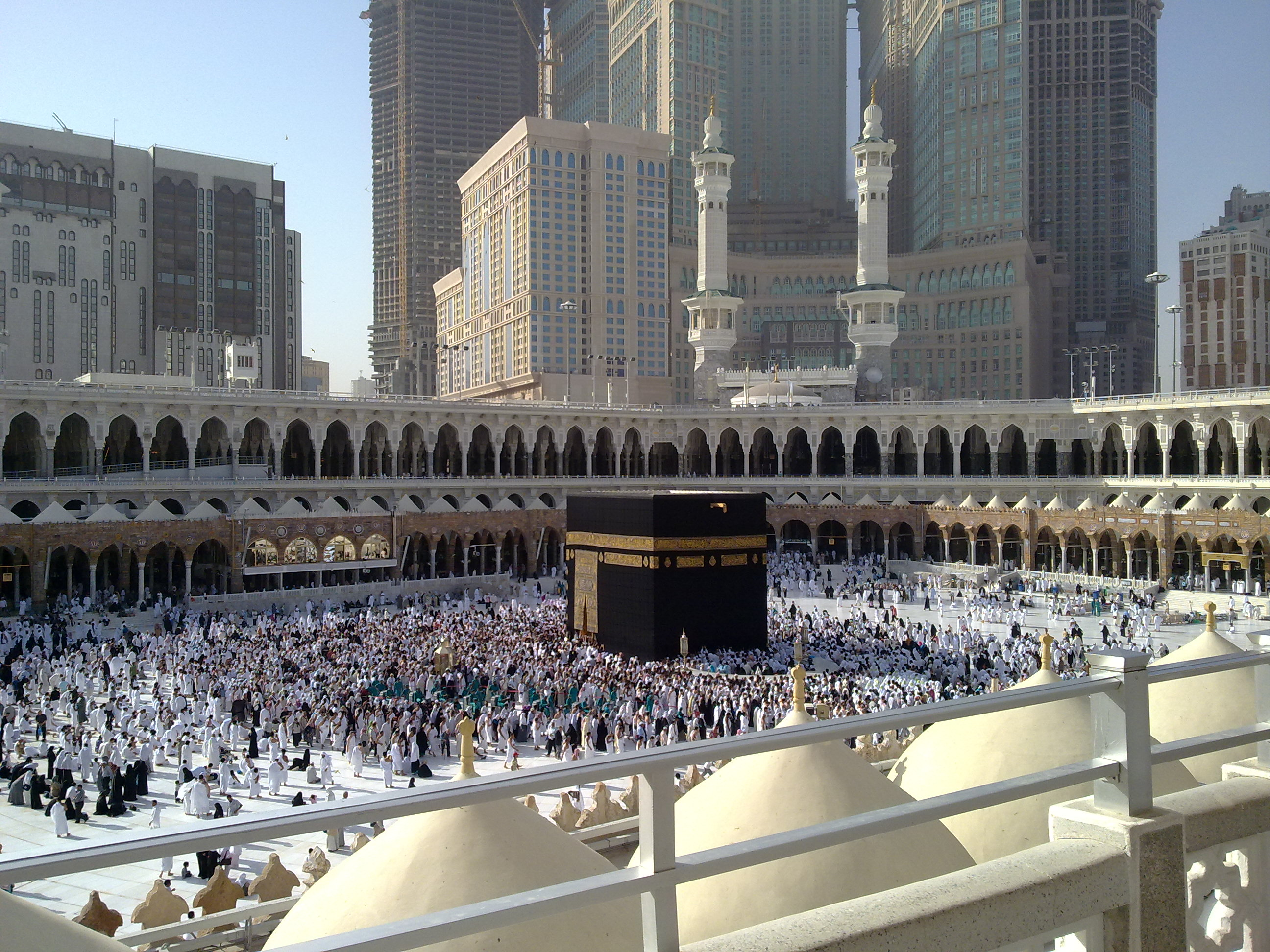
La Kaaba dentro de la Gran Mezquita

El corazón del santuario, en sí mismo es un monumento muy sencillo, de forma casi cúbica, de 10 x 12 x 15 metros.
La piedra negra ya se veneraba antes del islam, y estaba en el origen de peregrinaciones por parte de poblaciones animistas de la región. Según la tradición musulmana, su culto se remontaría a Abraham e Ismael. Antes del islam, la Kaaba servía como lugar en el que se depositaban los símbolos tribales de toda Arabia, y se había construido un techo plano sostenido por seis pilares a su alrededor para protegerla hacia el principio del siglo VII sin duda obra de los coptos de Egipto. Decoraron el edificio con pinturas.
La Kaaba es la dirección (Quibla) hacia la que se dirigen los musulmanes para realizar su oración. La mezquita desempeña un importante papel en el Hach y la Umrah.
La Kaaba está recubierta por la kiswa, una tela de seda negra con caligrafías bordadas en oro de la profesión de fe musulmana y versos coránicos.